# 福井照
福井 照（ふくい てる、1953年〈昭和28年〉12月14日 - ）は、日本の政治家。
内閣府特命担当大臣（沖縄及び北方対策、消費者及び食品安全、海洋政策）、領土問題担当大臣(第4次安倍内閣)、文部科学副大臣（第2次安倍内閣）、農林水産大臣政務官（第1次安倍内閣）、衆議院文部科学委員長、同沖縄及び北方問題に関する特別委員長、衆議院議員（7期）などを務めた。

## 来歴

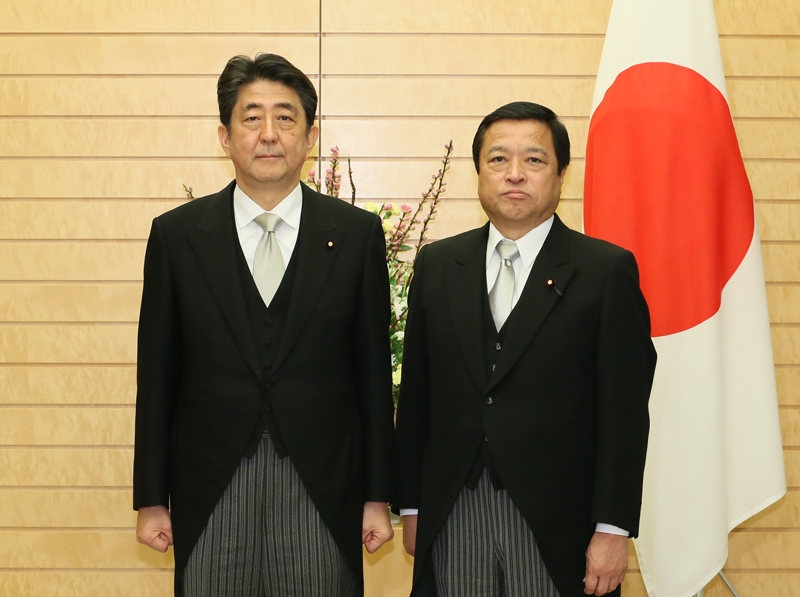
安倍晋三と

大阪府大阪市阿倍野区生まれ。灘高等学校、東京大学工学部土木工学科卒業。1976年、建設省（現・国土交通省）に入省し、マレーシア・クアラルンプールへの派遣や掛川市役所への出向も経験する。1999年、建設省を退官。
2000年の第42回衆議院議員総選挙に自由民主党公認で高知1区から出馬し、民主党の五島正規、公明党の石田祝稔らを破り初当選した。当選後は宏池会に入会し、同年10月の加藤の乱に際しては、宏池会会長の加藤紘一に同調する形で森内閣不信任決議案を採決する衆議院本会議を単独で欠席した（後に宏池会を退会し、二階派入り）。2003年の第43回衆議院議員総選挙、2005年の第44回衆議院議員総選挙でも高知1区で連続当選（五島がいずれも比例復活）。2006年、第1次安倍内閣で農林水産大臣政務官に任命された。2009年の第45回衆議院議員総選挙では、自民党に猛烈な逆風が吹き荒れる中、民主党新人の田村久美子、無所属で出馬した元高知県知事の橋本大二郎らを破り、高知1区で4選。
2012年12月の第46回衆議院議員総選挙でも、高知1区で民主党、日本共産党、日本維新の会の3候補に比例復活を許さず、5選。選挙後に発足した第2次安倍内閣で文部科学副大臣（科学技術･学術、スポーツ等を担当）に任命され、2013年9月まで務める。
2014年の第47回衆議院議員総選挙に際し、選挙区の区割り改定に伴う高知県の選挙区の定数削減に伴い、比例四国ブロックへ転出。同ブロックの単独1位に登載され、6選。同年12月より衆議院文部科学委員長。2016年、それまで所属していた岸田派を退会し、9月29日付で二階派への入会が承認されたが、入会が認められた会合での発言がきっかけで、衆議院環太平洋パートナーシップ協定等に関する特別委員会の理事を辞任に追い込まれた。
2017年10月の第48回衆議院議員総選挙においても比例四国ブロック単独1位で立候補し、7選。2018年2月27日、健康上の理由により辞任した同じ二階派に所属する江崎鐡磨の後任の内閣府特命担当大臣（沖縄及び北方対策、消費者及び食品安全、海洋政策）、領土問題担当大臣に任命され、初入閣した。2018年10月2日、内閣改造で大臣を退任。
2021年10月の第49回衆議院議員総選挙で、前回比例復活の山本有二は地盤の高知2区を前高知県知事の尾﨑正直に譲った。自民党は比例四国ブロックの名簿の単独1位に山本を優遇して登載するが、2位をすべて重複立候補者11人に充てた。福山守は単独13位に、福井は14位に順位を落とされた。自民党は例年同様、同ブロックで3議席を獲得し、その結果、福山も福井も落選した。

## 政策・主張
- 2001年、野田聖子らが提唱した選択的夫婦別姓制度導入に賛同していた[12]。一方、2002年の第154回国会では「夫婦別姓制度の導入を図る民法改正反対に関する請願」を提出している[13]。
- 2015年7月28日、参議院合同選挙区による徳島県・高知県選挙区を創設する公職選挙法改正案に対し、「高知県にお世話になった者として、参院で（高知を代表する議員を）1人選ぶことができない状況を作る法案には、賛成しがたい」と反発。衆議院本会議での採決を前に退席し、投票を棄権した[14][15]。
- 第9条を含む日本国憲法の改正、ならびに憲法への緊急事態条項の創設に賛成[16]。
- 参院選で隣接する県を一つの選挙区にする「合区」をなくすための憲法改正に賛成[16]。なお、福井の地盤である高知県も、参議院は合区により徳島県・高知県選挙区の一部に組み込まれている。
- 原子力発電は日本に「必要」としているが、日本の核武装については「将来にわたって検討すべきでない」としており、非核三原則の「持ち込ませず」の部分についても「議論する必要はない」としている[16]。
- カジノの解禁に賛成[16]。
- 女性宮家の創設に反対[16]。

## 人物
- 2016年9月に岸田派から二階派へ移籍して以来、二階俊博自由民主党幹事長の側近であり、二階派の閥務を取り仕切る事務総長を務める[5]。

### 統一教会との関係
- 2002年1月20日、高知県立県民文化ホールで開催された統一協会（現・世界平和統一家庭連合）の関連組織のイベントである世界平和連合高知県連合結成大会に出席した[17]。
- 2006年5月15日に開催された、統一教会の関連団体天宙平和連合のイベントである祖国郷土還元高松大会に祝電を送った[18]。
- 2018年に消費者及び食品安全担当大臣として出席した衆議院特別委員会で、「2006年5月15日に開催された、統一協会の偽装組織のイベントである祖国郷土還元高松大会に祝電を送ったのではないか」との質問を、立憲民主党（当時）の大西健介議員から事前通告の上で受けている。これに対し、「調べたけれども記録はない」との旨の返答を行い、大西議員から高知民報の記事をもとに実際には祝電を送ったことを指摘されている[19]。
- 2018年5月11日の衆議院本会議で、消費者契約法の改正案（与野党合同の『消費者問題に関する特別委員会』の前年度からの審議で法案提出が決まっていた）の趣旨説明に当たり「例えば、霊感商法等の悪徳事業者による消費者被害については、勧誘の態様に特殊性があり、通常の社会生活上の経験を積んできた消費者であっても、一般的には本要件に該当するものと考えております。」と発言した[20]。その10日後の特別委員会で、この衆議院本会議での答弁を「例えば、霊感商法等の悪徳事業者による消費者被害については、若年者であれば一般的には、本要件に該当するものと考えます。」との内容に訂正し、消費者契約法による霊感商法からの保護を若年者（「社会生活上の経験が乏しい者」）に限定する意思を示した[21]。この2日後の特別委員会では、審議の混乱をもたらせた、紙をもらったからそのまま読んでしまった、などとして謝罪し、訂正を取り消した[22]。

## 不祥事
- 2008年4月、福井の後援団体「新アジア再生連合」の幹事長を務めていた男性が2005年から2006年にかけ、実現性のない事業計画を提示して出資金を募り、2人の出資者から損害賠償を請求する訴訟が大阪地方裁判所に起こされた。2011年3月、大阪地裁は「事業の具体的な見通しも無いのに、『環境省の許可が得られる』との虚偽の説明をして金を騙し取った」として、被告の男性に賠償を命じる判決を言い渡した。さらに同年10月、控訴審の大阪高等裁判所も男性の控訴を棄却した。また、一審では福井本人に対する請求は棄却されたものの、控訴審では「福井は、（被告の）男性が2006年に事業の説明会を開催した際に、政策秘書と共に説明会に出席し、事業への支援を求めた」と指摘し、福井の関与を認定している[23]。
- 2008年8月28日、福井の政治団体である「福井照政策フォーラム実行委員会」「人間都市文化研究会」「福井照君を育てる会」が、福井の秘書の自宅を事務所として届け出たうえで、2005年から2006年までの2年間、合計約1570万円の事務所費を計上していた[24]。
- 2009年に、福井が代表を務める政治団体が在日韓国人男性が経営する会社から計750万円の献金を受けていた[25]。
- 2016年9月29日、所属する二階派の会合で、環太平洋戦略的経済連携協定（TPP）への加盟をめぐり、「（TPP特別）委員会で西川（公也）先生の思いを強行採決という形で実現するように頑張る」と発言。直後に竹下亘国会対策委員長に特別委員会理事の辞任を申し入れ、了承された[8]。なお、TPP特別委員会の前委員長である西川公也も二階派に所属していた[8]。
- 2018年2月27日、閣僚就任後初の記者会見で北方領土の色丹島（しこたんとう）を「しゃこたんとう」と言い間違え、会見中に発言を訂正した[26]。会見では北方領土の視察予定について質問を受けた際、「私自身、ビザなし交流で、しゃこたん島だったが、一度参加させていただいた。沖縄もしかり、北方領土の問題もしかり、重要な問題だと認識している」と答え、その後も会見を続けていたが、事務方から紙を差し入れられて言い間違いに気づき、「先ほど『しゃこたん島』と言ったかもしれないが、『しこたん島』と訂正させていただきたい」と述べた[27]。
- 2018年12月、外務省の女性官僚と瀬戸内海2泊3日のダブル不倫クルーズ旅行に行っていたことが週刊文春によってスクープされた[28]。

## 選挙歴
| 当落 | 選挙                   | 執行日         | 年齢 | 選挙区   | 政党       | 得票数    | 得票率 | 定数 | 得票順位 /候補者数 | 政党内比例順位 /政党当選者数 |
| ---- | ---------------------- | -------------- | ---- | -------- | ---------- | --------- | ------ | ---- | ------------------ | ---------------------------- |
| 当   | 第42回衆議院議員総選挙 | 2000年06月25日 | 46   | 高知1区  | 自由民主党 | 4万765票  | 30.98% | 1    | 1/4                | /                            |
| 当   | 第43回衆議院議員総選挙 | 2003年11月09日 | 49   | 高知1区  | 自由民主党 | 4万3232票 | 41.41% | 1    | 1/4                | /                            |
| 当   | 第44回衆議院議員総選挙 | 2005年09月11日 | 51   | 高知1区  | 自由民主党 | 5万3754票 | 42.72% | 1    | 1/3                | /                            |
| 当   | 第45回衆議院議員総選挙 | 2009年08月30日 | 55   | 高知1区  | 自由民主党 | 4万4068票 | 32.53% | 1    | 1/5                | /                            |
| 当   | 第46回衆議院議員総選挙 | 2012年12月16日 | 59   | 高知1区  | 自由民主党 | 4万4027票 | 41.98% | 1    | 1/4                | /                            |
| 当   | 第47回衆議院議員総選挙 | 2014年12月14日 | 61   | 比例四国 | 自由民主党 |           |        | 6    | /                  | 1/3                          |
| 当   | 第48回衆議院議員総選挙 | 2017年10月22日 | 63   | 比例四国 | 自由民主党 |           |        | 6    | /                  | 1/3                          |
| 落   | 第49回衆議院議員総選挙 | 2021年10月31日 | 67   | 比例四国 | 自由民主党 |           |        | 6    | /                  | 6/3                          |

## 所属団体・議員連盟
- 自民党たばこ議員連盟[29]
- 日本会議国会議員懇談会
- 神道政治連盟国会議員懇談会
- みんなで靖国神社に参拝する国会議員の会
- TPP交渉における国益を守り抜く会